# المنعطف الخاطئ 2: نهاية مميتة
المنعطف الخاطئ 2: نهاية مميتة (بالإنجليزية: Wrong Turn 2: Dead End) هو فيلم رعب أمريكي انتج سنة 2007.الفيلم هو تتمة للمنعطف الخاطئ (2003) والدفعة الثانية في سلسلة أفلام Wrong Turn. تلقى الفيلم ردا ايجابيا من النقاد مما جعله

## القصة
في بلدة جرينبرير بغرب فيرجينيا، (ديل ميرفي) رجل الجيش المتقاعد، يقيم مسابقة خطرة من مسابقات تلفزيونات الواقع، والفائز يحصل على جائزة مالية قدرها مائة ألف دولار أمريكي، وفكرة المسابقة تدور حول كيفية النجاة في الغابات في ظل أصعب الظروف الممكنة خلال قواعد محددة، ليكتشف المتسابقين أن هذه الغابة يقطنها مجموعة من آكلي لحوم البشر، ويصبح لزامًا عليهم القتال ضدهم من أجل الاحتفاظ بحياتهم.

## الإنتاج
لقد تم البدأ بتصوير الفيلم في 29 مايو 2006 وتم إنهائه في 30 يونيو 2006 في فانكوفر في دولة كندا.

## الإصدار
تم إصدار أول أفلام ثابتة إلى فانجوريا ودريد سنترال وبلودي ديسغوستنغ، ثم سرعان ما أعقب ذلك إصدار غلاف فني رسمي وتفاصيل دي في دي ومواصفات الأقراص. بعد شهر من ذلك، تم الإعلان عن قبول الفيلم في مهرجان فرايت فيست للسينما في لندن وفانتاستك فيست في أوستن، وعرض لأول مرة في 25 أغسطس في المملكة المتحدة، و 21 سبتمبر 2007 في الولايات المتحدة.
1. ↑  "معلومات عن المنعطف الخاطئ 2: نهاية مميتة على موقع allmovie.com". allmovie.com. مؤرشف من الأصل في 2016-04-13.
2. ↑  "معلومات عن المنعطف الخاطئ 2: نهاية مميتة على موقع synchronkartei.de". synchronkartei.de. مؤرشف من الأصل في 2019-12-12.
3. ↑  المنعطف الخاطئ 2: نهاية مميتة في قاعدة بيانات الأفلام العربية

## وصلات خارجية
- المنعطف الخاطئ 2: نهاية مميتة على موقع IMDb (الإنجليزية)
- المنعطف الخاطئ 2: نهاية مميتة على موقع روتن توميتوز (الإنجليزية)
- المنعطف الخاطئ 2: نهاية مميتة على موقع نتفليكس (الإنجليزية)
- المنعطف الخاطئ 2: نهاية مميتة على موقع قاعدة بيانات الأفلام العربية
- المنعطف الخاطئ 2: نهاية مميتة على موقع ألو سيني (الفرنسية)
- المنعطف الخاطئ 2: نهاية مميتة على موقع Turner Classic Movies (الإنجليزية)
- المنعطف الخاطئ 2: نهاية مميتة على موقع أول موفي (الإنجليزية)
- المنعطف الخاطئ 2: نهاية مميتة على موقع فيلمافينيتي (الإسبانية)
- المنعطف الخاطئ 2: نهاية مميتة على موقع قاعدة بيانات الأفلام السويدية (السويدية)
- المنعطف الخاطئ 2: نهاية مميتة على موقع قاعدة بيانات الفيلم (الإنجليزية)